# 张我权
张我权（1886年—1925年）号自操，广东长乐（今五华）人。清朝及中华民国军事将领。

## 生平
张我权是清朝庠生。自广东陆军速成学堂毕业后，历任新军左营校尉、广东北伐军步兵第一标统带、第二师师长、混成旅旅长、循军第五路统领、广东都督府护军副使。1913年8月4日，苏慎初逐走陈炯明，取消广东独立，自任临時都督，但是苏慎初不为军政商界欢迎，5日，改舉张我权任都督兼民政长，不久逃往香港。龙济光于11日入广州，指控张我权強刧庫金。解赴北京陆军部審讯后，宣告无罪。任陆军部咨议、顾问。1923年，获将军府授“孚威将军”。
1925年，张我权在五华病逝。